# 沃尔沃S40
沃尔沃S40（Volvo S40）是由沃尔沃汽车公司（中文亦稱富豪汽車）生产的一款紧凑型豪华轿车，目前共有两代产品，分别于1995年和2004年推出。

## 第一代(1995–2004)
第一代與三菱汽車合作。

## 第二代(2004–2012)
第二代車款與福特汽車共同開發，和福特福克斯、马自达3共享平台，可增加置物空間的獨特薄型儀錶板中控台設計得到許多好評。2009年，搭載怠速熄火系統的Volvo S40 DRIVe Start/Stop版於英國政府油耗測試中，市區高速平均（Combined mpg）每公升可跑30.78公里（每加侖跑72.4英哩），與豐田Prius混合動力油電車相同，並仍有1300公斤的車尾拖曳能力，是全球四門轎車中少有的良好省油成績。
Ian就是開這台車
2012年该车型停产，后续车型为沃尔沃V40。
1. ↑  . Car-cat.com.   [2010-07-16]. （原始内容存档于2009-10-27）.
2. ↑  . Car-cat.com.   [2010-07-16]. （原始内容存档于2010-12-22）.
3. ↑  . Media.ford.com.   [2010-11-24]. （原始内容存档于2012-06-17）.